# Violinist
Violinist je glasbenik, izvajalec na godalni instrument, imenovan violina.